# مخطوطة سعف النخيل

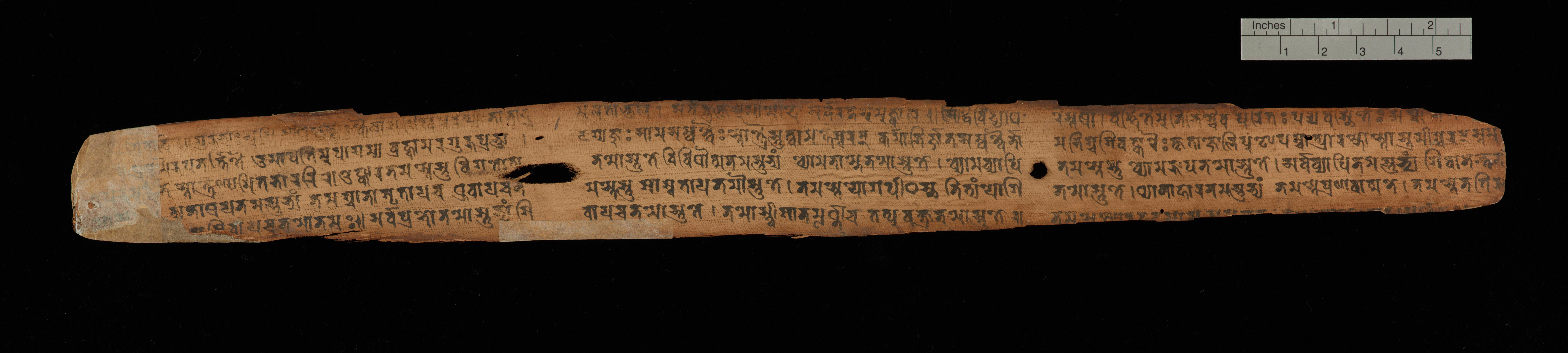
تنقل هذه المخطوطة المصنوعة من سعف النخيل، وهي واحدة من أقدم المخطوطات السنسكريتية المؤرخة المعروفة من جنوب آسيا ، باراميفاراتانترا ، وهو كتاب مقدس من ، الذي يعتقد أن عبادة شيفا هي باراميفارا. وتشير ملاحظة في المخطوطة إلى أنها نسخت في عام 252، وهو ما يرى بعض العلماء أنه من العصر الذي أنشأه الملك النيبالي أمشوفاران ، الموافق 828 م. مكتبة جامعة كامبريدج

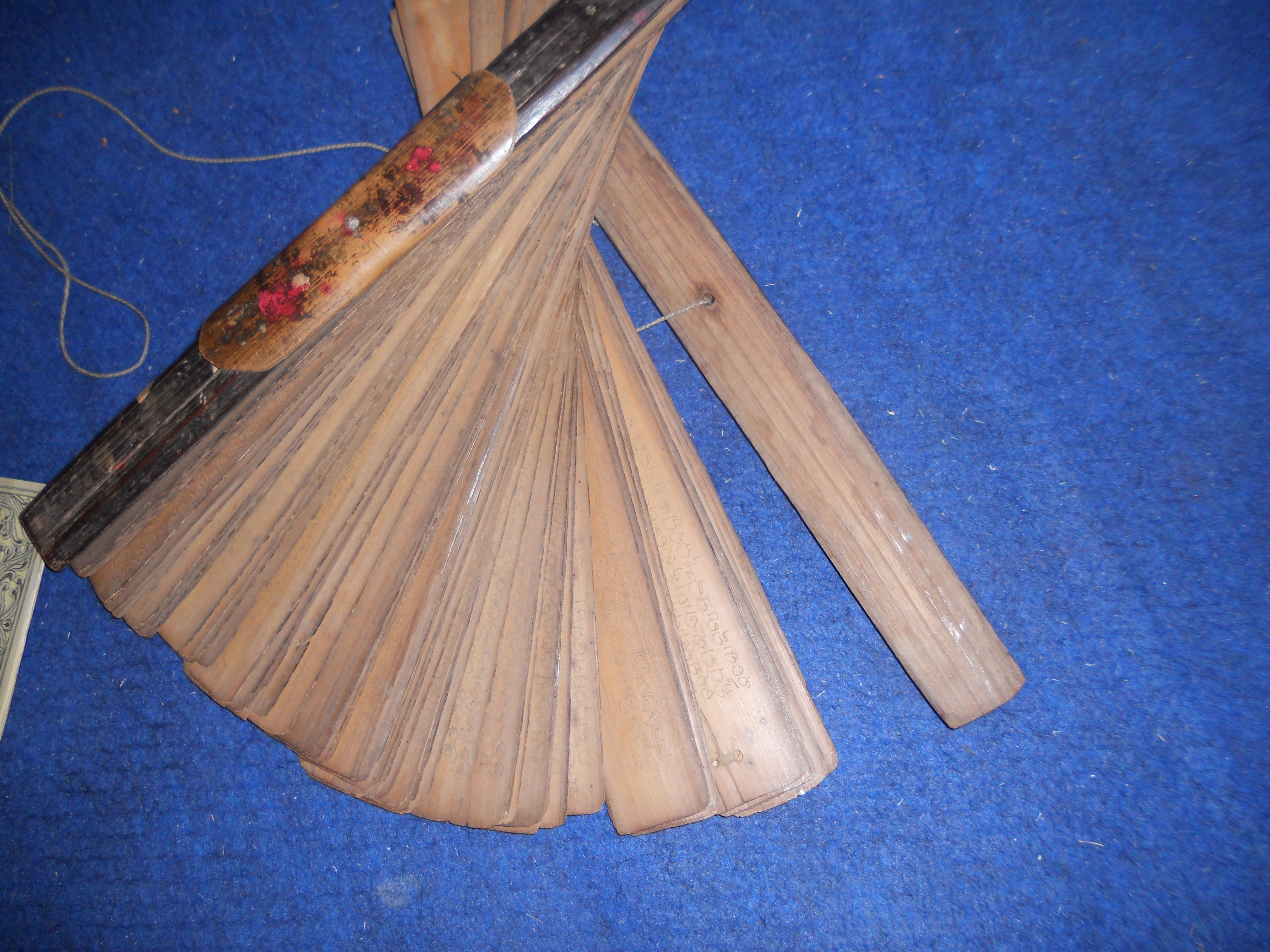
مخطوطات سعف النخيل من القرن السادس عشر بخط أوديا

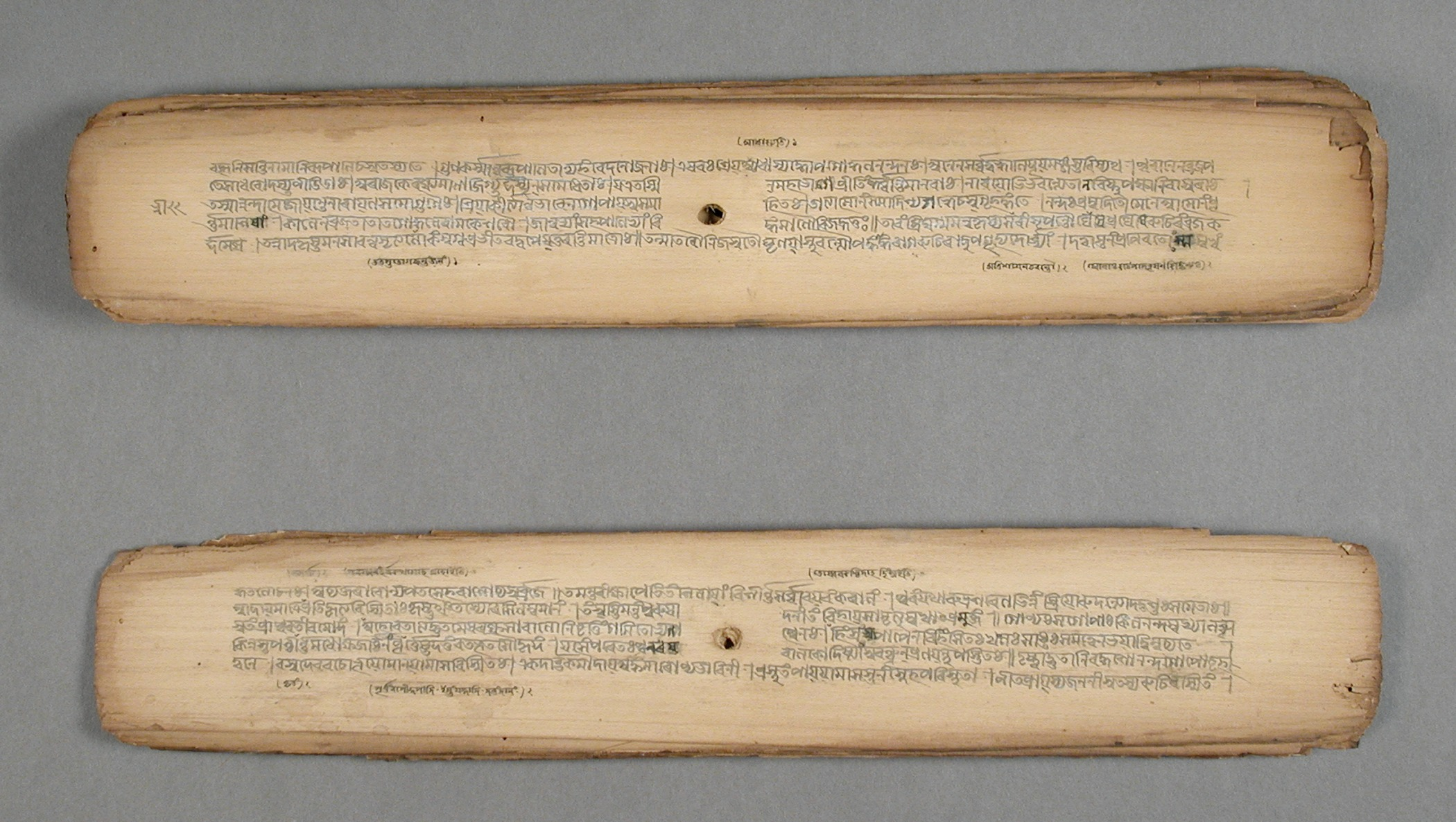
القرن السادس عشر، من كتاب بهاجافاتا بورانا الهندوسي على مخطوطة سعف النخيل

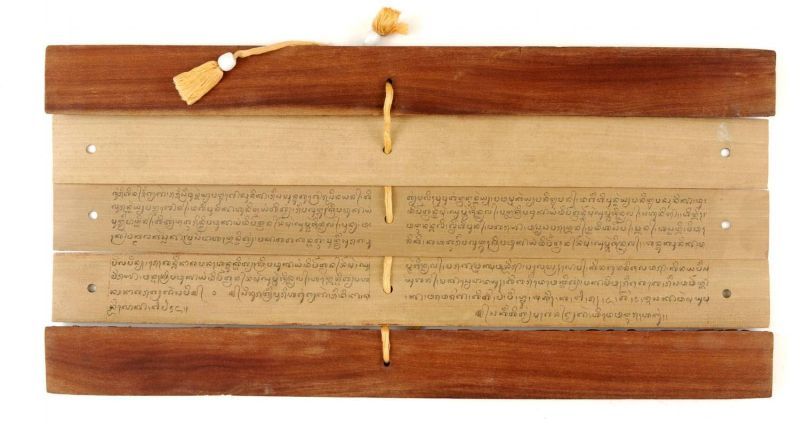
مخطوطة نصية هندوسية من سعف النخيل (لونتارا) من بالي بإندونيسيا، توضح كيفية ربط المخطوطات في كتاب

مخطوطات سعف النخيل هي مخطوطات مصنوعة من سعف النخيل المجفف. استُخدم سعف النخيل مادة كتابية في شبه القارة الهندية وجنوب شرق آسيا، ويرجع تاريخها إلى القرن الخامس قبل الميلاد. بدأ استخدامها في جنوب آسيا وانتشر إلى مناطق أخرى، كنصوص على سعف نخيل البوراس أو نخيل التاليبوت ‏ المجفف أو المعالج بالدخان. واستمر استخدامها حتى القرن التاسع عشر عندما حلت المطابع محل المخطوطات المكتوبة بخط اليد.
يُعد نص سنسكريتي شيفاوي من القرن التاسع، اكتشف في نيبال، واحد من أقدم مخطوطات سعف النخيل الباقية لأطروحة كاملة، وهو محفوظ الآن في مكتبة جامعة كامبريدج. مخطوطة سبيتزر ‏ عبارة عن مجموعة من قطع سعف النخيل الموجودة في كهوف كيزيل بالصين. يعود تاريخها إلى القرن الثاني الميلادي تقريبًا وهي أقدم مخطوطة فلسفية معروفة باللغة السنسكريتية.

## التاريخ

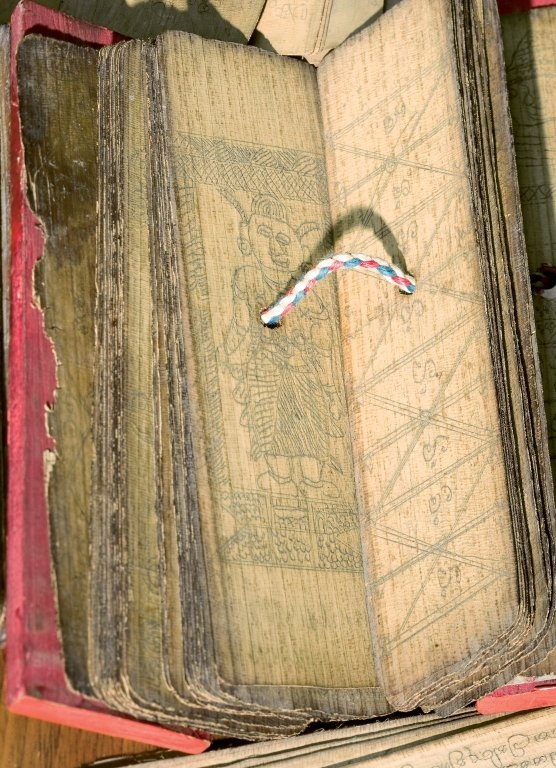
مخطوطة طبية باللغة السنهالية،ق. 1700

نُقشت النصوص على مخطوطات سعف النخيل باستخدام سكين على صفائح مُعالجة مستطيلة الشكل؛ ثم تُوضع الألوان على السطح وتُمسح، تاركة الحبر في الأخاديد المحفورة. تحتوي كل ورقة عادةً على ثقب يمكن من خلاله تمرير خيط. تُربط الأوراق معًا بخيط لتشكيل الكتاب. يُقدر عمر نصوص سعف النخيل بـ 600 عام كحد أقصى قبل أن تبدأ في التعفن بسبب الرطوبة والحشرات والعفن والهشاشة. لذلك، كان من الضروري نسخ الوثيقة على مجموعات جديدة من سعف النخيل المجفف. عُثر على أقدم المخطوطات الهندية الباقية من سعف النخيل في مناخات أكثر برودة وجفافًا كما هو الحال في أجزاء من نيبال والتبت وآسيا الوسطى ، وهي مصدر مخطوطات الألفية الأولى الميلادية.
كانت الصفائح الفردية من سعف النخيل تسمى باترا أو بارنا باللغة السنسكريتية (بالي/ براكريت: بانا )، وكان الوسيط عندما يكون جاهزًا للكتابة يسمى تادا باترا (أو تالا باترا، تالي، تادي). كانت المخطوطة الهندية الشهيرة من القرن الخامس الميلادي، والتي تسمى مخطوطة باور المكتشفة في تركستان الصينية، مكتوبة على صفائح من لحاء البتولا ‏ على شكل سعف النخيل المعالج.
غالبًا ما كانت المعابد الهندوسية بمثابة مراكز تُستخدم فيها المخطوطات القديمة بشكل روتيني للتعلم، وحيث تُنسخ النصوص عندما تبلى. في جنوب الهند، كانت المعابد والماتها المرتبطة بها تؤدي وظائف الحراسة، وقد كُتب عدد كبير من المخطوطات عن الفلسفة الهندوسية والشعر والقواعد ومواضيع أخرى، ومضاعفتها وحفظها داخل المعابد. تشير الأدلة الأثرية والكتابية إلى وجود مكتبات تسمى ساراسفاتي بهاندارا، الملحقة بالمعابد الهندوسية، والتي يرجع تاريخها على الأرجح إلى أوائل القرن الثاني عشر ويعمل بها أمناء المكتبات. كما حُفظت مخطوطات سعف النخيل داخل معابد جاين ‏ والأديرة البوذية.
مع انتشار الثقافة الهندية إلى دول جنوب شرق آسيا مثل إندونيسيا وكمبوديا وتايلاند ولاوس والفلبين، أصبحت هذه الدول أيضًا موطنًا لمجموعات كبيرة من المخطوطات. اكتشف علماء الآثار مخطوطات سعف النخيل تسمى لونتار في المكتبات الحجرية المخصصة في المعابد الهندوسية في بالي إندونيسيا وفي المعابد الكمبودية في القرن العاشر مثل أنغكور وات وبانتي سري ‏.
واحدة من أقدم المخطوطات السنسكريتية الباقية على سعف النخيل هي من باراميشفاراتانترا، وهو نص شيفا سيدهانتا ‏ من الهندوسية. يعود إلى القرن التاسع ويعود تاريخه إلى حوالي 828 م. تتضمن مجموعة سعف النخيل المكتشفة أيضًا أجزاء قليلة من نص آخر، وهو جانارنافاماهاتانترا، الذي تحتفظ به حاليًا جامعة كامبريدج.
مع ظهور المطابع في أوائل القرن التاسع عشر، انتهت دورة النسخ من سعف النخيل في الغالب. تبذل العديد من الحكومات جهودًا للحفاظ على ما تبقى من وثائق سعف النخيل.

## التحضير والحفظ

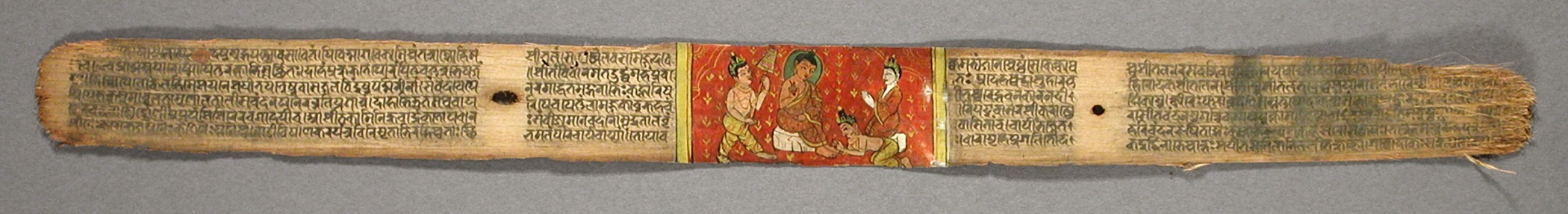
سوسروتا سامهيتا أو ساهوتارا تانترا (رسالة في الطب الأيورفيدي)

تُطهى أولاً أوراق النخيل وتُجفف. ثم يستخدم الكاتب القلم لكتابة الحروف. تُطبق الألوان الطبيعية على السطح بحيث يلتصق الحبر بالأخاديد. تشبه هذه العملية الطباعة الغائرة. بعد ذلك، تُستخدم قطعة قماش نظيفة لمسح الحبر الزائد وبه تجهز رقاقة المخطوطة.

## روابط خارجية
- مخطوطات سعف النخيل في المكتبة الآسيوية، كلكتا
- مكتبة مخطوطات ميانمار الرقمية في جامعة تورنتو
- Making a palm-leaf manuscript على يوتيوب